# Laura Harvey
Laura Harvey (ur. 15 maja 1980 w Nuneaton) – angielska piłkarka oraz trenerka, obecnie zatrudniona jako asystentka w kobiecej reprezentacji Stanów Zjednoczonych. Wychowanka Coventry United, w trakcie swojej kariery grała także w takich zespołach, jak Wolverhampton Wanderers oraz Birmingham City. Jako szkoleniowiec prowadziła natomiast takie drużyny, jak Birmingham City, Arsenal, Reign, reprezentacja Stanów Zjednoczonych do lat 23, Utah Royals oraz reprezentacja Stanów Zjednoczonych do lat 20.